# 卡斯凯迪亚隱沒帶

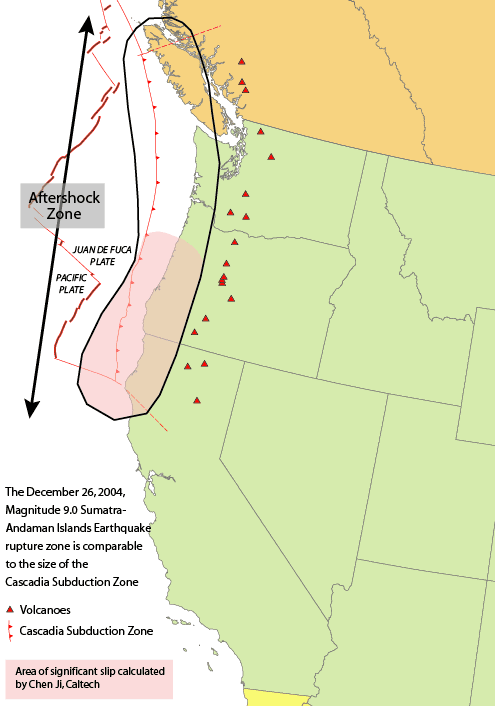
卡斯凯迪亚隱沒帶

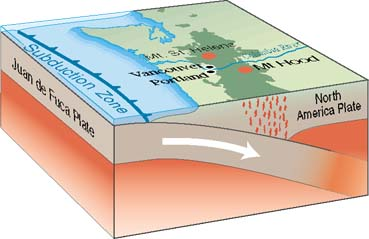
胡安德富卡（Juan de Fuca）板塊在卡斯卡迪亞（Cascadia）隱沒帶之處沉入北美板塊的下方。

45°N 124°W / 45°N 124°W
卡斯凯迪亚隱沒帶（英語：Cascadia subduction zone）是位於北美大陸西部近海的隱沒帶。 該區域是一個位於會聚板塊邊界處的960 km（600 mi）斷層，距離太平洋海岸約110—160 km（70—100 mi），從加拿大溫哥華島北部一直延伸到美國加利福尼亞州北部。 它能夠產生 9.0 級以上的地震和可達30米（98英尺）的海嘯。 俄勒岡州緊急管理部(The Oregon Department of Emergency Management)估計沿海地區的震動將持續 5 至 7 分鐘，距離震央越遠，震動的強度和強度就越弱。 這是一個非常長、傾斜的隱沒帶，探險家板塊、胡安·德富卡板块、和戈尔达板块在此向東移動，滑到更大的北美板塊下方。 該區域的寬度各不相同，位於近海，起始於北加利福尼亞州門多西諾角(Cape Mendocino)附近，穿過俄勒岡州和華盛頓州，終止於不列顛哥倫比亞省的溫哥華島附近。
探險家板塊、胡安·德富卡板块、和戈尔达板块是巨大的古代法拉隆板塊的殘餘部分，現在大部分已隱沒(俯衝)到北美板塊之下。 北美板塊本身正在緩慢地向西南方向移動，在較小的板塊以及其他地點（例如加利福尼亞州中部和南部的圣安德烈亚斯断层）的巨大太平洋板塊（正在向西北方向移動）上滑動。

## 外部連結
- Cascadia Subduction Zone （页面存档备份，存于）（英語）
- Subduction Zone Science （页面存档备份，存于）（英語）